# Thunder de Berlin (ELF)
Cet article concerne la nouvelle équipe de football américain évoluant en ELF. Pour l'ancienne équipe de la NFL Europa, voir Thunder de Berlin (NFL Europa).
Stade
Maillots
Saison en cours
Le Thunder de Berlin est une franchise allemande de football américain basée à Berlin en Allemagne.
Fondée en 2021, elle évolue depuis lors dans l'European League of Football.

## Histoire
Le 22 mars 2021, les Berlin Thunder sont annoncés comme une des huit équipes faisant partie de la saison inaugurale de l'European League of Football,.
La franchise dispute son premier match contre les Kings de Leipzig le 20 juin 2021(défaite à domicile, 27 à 37),,. Le reste de la saison 2021 ne sera pas meilleur (bilan de 3-7), leurs seules victoires ayant lieu contre le Stuttgart Surge (2 matchs gagnés derniers de la ligue) et contre les Barcelona Dragons à domicile (bilan de 3-7). À leur décharge, l'équipe a fait face à des difficultés concernant les installations d'entraînement, l'équipement, les blessures et bien d'autres aspects. Plusieurs joueurs locaux se sont imposés comme les chouchous des supporters, comme le tight end Nicolai Schumann et le defensive end Moritz Thiele. Le NFL IPP Program (en) a également permis au defensive lineman du Thunder Adedayo Odeleye de faire un essai chez les Texans de Houston où il a intégré l'équipe d'entraînement.
Après la saison 2021, le contrat de l'entraîneur principal Jag Bal n'est pas prolongé.

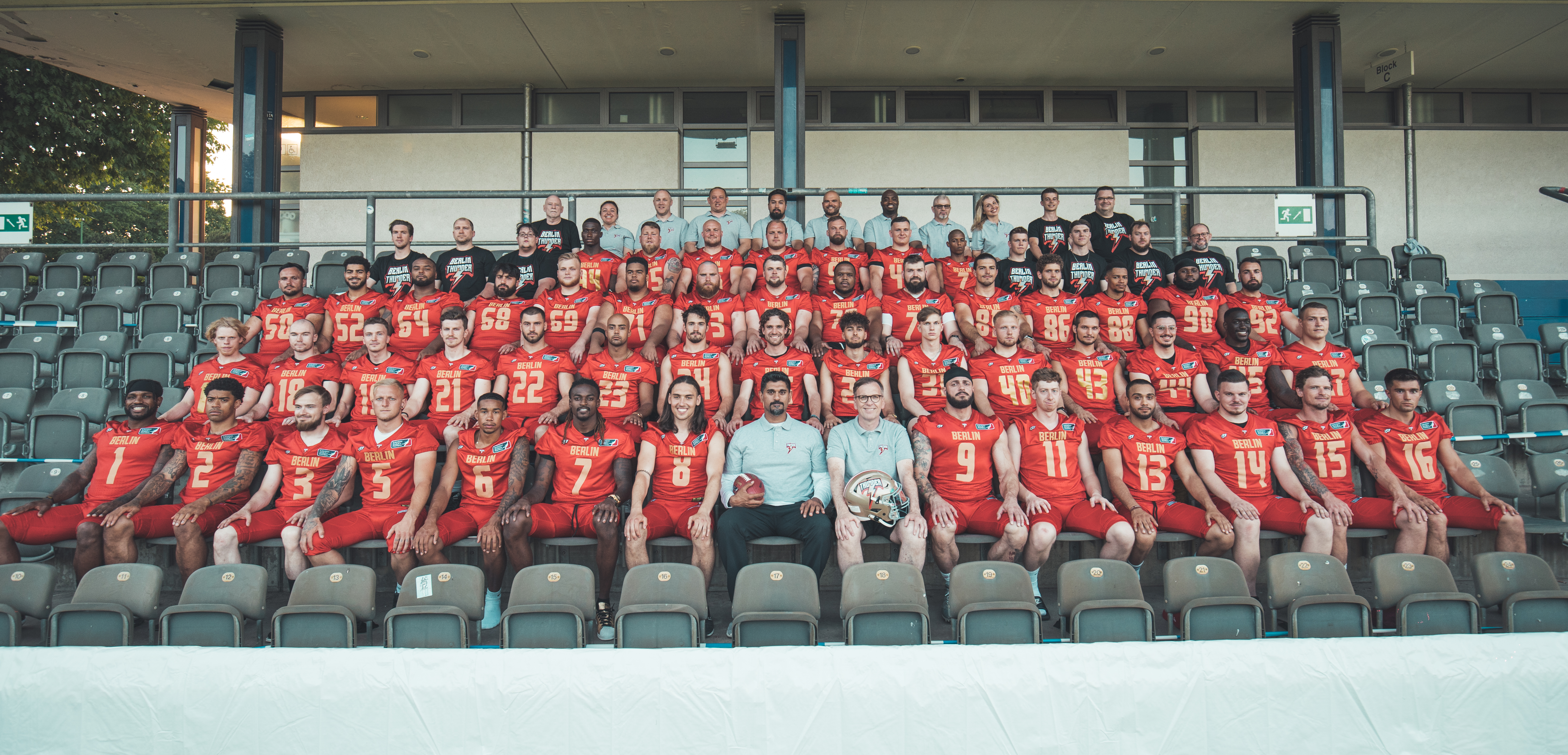
Les joueurs et l'encadrement 2021 de la franchise.

Le 12 septembre 2021, il est annoncé que l'ancien choix de premier tour de la draft NFL, Björn Werner (en), devenait copropriétaire et directeur des opérations footballistiques de la franchise. Peu de temps après, le directeur général de l'époque, Heiko von Glahn, quitte la franchise et est remplacé par la première femme directrice générale de la ligue, Diana Hoge. Avec l'annonce de l'arrivée du nouvel entraîneur principal Johnny Schmuck, tous les postes importants de la direction berlinoise ont ainsi été modifiés. La saison régulière 2022 se termine avec un bilan positif de 7 victoires et 5 défaites. Le Thunder termine deuxième de la Conférence Nord derrière les Hamburg Sea Devils. La production offensive ayant augmenté en termes de yards gagnés à la passe et à la course, le Thunder est dans la course pour se qualifier pour la série éliminatoire à 4 équipes. La défaite contre les Tyrol Raiders à domicile lors du dernier match de saison régulière leur est cependant fatidique. On retient néanmoins les performances individuelles d'une part du defensive lineman Kyle Kitchens (en) désigné meilleur joueur défensif de la saison avec un record de 16 sacks et d'autre part du running back Joc Crawford ayant gagné 1 088 yards à la course.
Pour la saison 2023, seuls quelques changements ont lieu au sein du staff. Henry Schlegel, promu du poste de responsable du recrutement à celui de coordinateur offensif, devient le plus jeune coordinateur de la ligue. Avec un nouveau quarterback en la personne de Donovan Isom (en), un nouveau titulaire au poste de wide receiver en la personne d'Aaron Jackson sans running back américain, l'attaque adopte un schéma de jeu différent. La franchise accède ainsi à la série éliminatoire pour la première fois de son histoire, en tant que cinquième tête de série et deuxième de sa conférence. Lors du tour de wildcard, le Thunder est battu en déplacement par Frankfurt Galaxy. Ce match a été physiquement éprouvant en raison de la chaleur estivale, induisant des arrêts temporaires à la suite notamment d'une perte de connaissance d'un joueur et de la collision d'un joueur avec un membre de la ligne de touche de Berlin.

## Stade
Lors de leur première saison, le Thunder a disputé ses deux premiers matchs à domicile au Parc olympique de Berlin d'une capacité de 5 400 spectateurs puis ses trous autres au Friedrich-Ludwig-Jahn-Sportpark d'une capacité de 20 000 spectateurs.
Dès la saison 2022, c'est le Jahn-Sportpark qui accueille l'ensemble des matchs à domicile.
Le Sportpark devant subir d'importantes rénovations, le Thunder joue depuis le début de la saison 2025 ses matchs à domicile au Preußenstadion.

## Saison par saison
| Saison | Saison régulière | Saison régulière | Saison régulière | Saison régulière | Saison régulière | Saison régulière | Saison régulière | Saison régulière | Saison régulière   | Phase finale                                         |
| ------ | ---------------- | ---------------- | ---------------- | ---------------- | ---------------- | ---------------- | ---------------- | ---------------- | ------------------ | ---------------------------------------------------- |
| Saison | Nb               | V                | D                | N                | %                | +                | -                | ≠                | Classement         | Phase finale                                         |
| 2021   | 10               | 3                | 7                | 0                | 30,0             | 228              | 296              | -068             | 4e division Nord   | Non qualifié                                         |
| 2022   | 12               | 7                | 5                | 0                | 58,3             | 324              | 282              | +042             | 2e conférence Nord | Non qualifié                                         |
| 2023   | 12               | 8                | 4                | 0                | 66,7             | 378              | 188              | +190             | 2e conférence Est  | Défaite 3-20 en Wild-card contre le Francfort Galaxy |
| 2024   | 12               | 5                | 7                | 0                | 41,7             | 378              | 318              | + 60             | 3e conférence Est  | Non qualifié                                         |
| 2025   | Saison en cours  | Saison en cours  | Saison en cours  | Saison en cours  | Saison en cours  | Saison en cours  | Saison en cours  | Saison en cours  | Saison en cours    | Saison en cours                                      |
| Totaux | 46               | 23               | 23               | 0                | 50,0             | 1 308            | 1 084            | +224             | -                  | 1 participation, 0 titre                             |

## Liens Externes
- (de) Site officiel du club
- (en) Site officiel de la ELF